# 蔣信 (嘉靖進士)
蔣信（1483年—1559年），字卿實，别號道林，人称正学先生，湖廣常德府武陵縣人，明朝政治人物。先后师从王阳明和湛甘泉，是明代湖廣地區著名學者，主“慎独说”哲学理念。

## 生平
嘉靖七年（1528年）舉戊子科應天鄉試九名，嘉靖十一年（1532年）壬辰科第二甲第三十六名進士。觀户部政，選授户部福建司主事，升兵部员外郎，十五年升四川按察司佥事，嘉靖十九年（1540年）九月升貴州提學副使，建正学、文明两所书院，以默坐澄心、体认天理教谕儒生，当地风俗翕然改变。二十二年八月有病乞休，不待报回籍，巡按御史魏洪冕参奏其状，上以蒋信任情玩法，黜为民。回武陵后创办桃冈书院，学者云集。卒于嘉靖三十八年，年七十七。著有《桃冈日录》、《蒋道林文粹》和《新泉问辨录》（合撰）等。

## 家族
曾祖蒋睿，祖蒋誠，父蒋經，母萬氏，兄蒋傑。子如霖、如川。